# Ramblin’ Man
Ramblin’ Man ist ein von Dickey Betts geschriebener Song, der zuerst auf dem Album Brothers and Sisters der The Allman Brothers Band im Jahre 1973 veröffentlicht wurde.

## Hintergrund
Das Stück basiert auf dem gleichnamigen Song von Hank Williams. Es war das einzige Lied der Allman Brothers Band, das in die Top-Ten-Single-Charts kam und in den Billboard Hot 100 Platz 2 erreichte. Der Song wird von Betts gesungen, der auch die Leadgitarre spielte. Unterstützt wurde er vom Studiomusiker Les Dudek. Obwohl Ramblin’ Man der größte Erfolg der Band war, wurde das Stück nicht oft bei ihren Konzerten gespielt. Laut Betts eignet sich die Struktur des Stücks nicht für Improvisationen, die eine große Rolle bei den Liveauftritten der Band spielten.
Das Lied zählt zu den klassischen Werken des Southern Rock und wurde in Filmen wie Der Exorzist, Big Fish und Harry und Sally als Filmmusik verwendet sowie in der Fernsehserie Supernatural.

## Rezeption
Thomas Erlewine schrieb bei Allmusic über das Stück:

“As the Allman Brothers’ biggest hit, “Ramblin Man” stands alongside Lynyrd Skynyrd’s “Sweet Home Alabama” as one of the definitive Southern rock songs. It’s an amiable, laid-back tune, falling halfway between blues-rock and country-rock, graced with wonderful guitar harmonies… like a lot of Southern rock and hard rock classics of the ’70s, it was covered by local bands and rarely cut by recording artists; but, through repeated radio play and bar-band covers, it became an indisputable Southern rock classic.”

„Als größter Hit der Allman Brothers gilt “Ramblin Man” neben Lynyrd Skynyrds “Sweet Home Alabama” als eines der definitiven Stücke des Southern Rock. Es besitzt eine liebenswürdige, entspannte Melodie, etwa auf halbem Weg zwischen Blues-Rock und Country-Rock, geschmückt mit wundervollen Gitarren-Harmonien… wie viele der Southern-Rock- und Hard-Rock-Klassiker der 70er Jahre wurde es durch lokale Bands gecovert und selten von anderen Musikern veröffentlicht, aber durch wiederholtes Abspielen im Radio und Barband-Coverversionen wurde es zweifellos zu einem Klassiker des Southern Rock.“

## Coverversionen
Das Lied wurde vom Countrymusiker Gary Stewart gecovert, der mit dem Song einen kleineren Erfolg im Jahr 1973 hatte.

## Chartpositionen
| Chart (1973)                          | Peak position |
| ------------------------------------- | ------------- |
| Australian Go-Set Chart               | 40            |
| Canadian RPM Adult Contemporary       | 15            |
| Canadian RPM Top Singles              | 7             |
| U.S. Billboard Hot 100                | 2             |
| U.S. Billboard Hot Adult Contemporary | 12            |
| U.S. Cashbox Top 100                  | 1             |